# Caroline Abbot
Caroline Luxburg Abbot, geb. Fay (* 28. September 1839 in Berlin; † 16. April 1916 in Hartford) war eine deutsche Schriftstellerin.

## Leben
Caroline Fay wurde in Berlin als Kind amerikanischer Eltern geboren. Ihr Vater Theodor S. Fay war als Legationssekretär in Berlin tätig. Als er als Gesandter nach Bern berufen wurde, folgte ihm die Familie 1853 in die Schweiz. In Bern lebte Caroline Fay bis zu ihrer Heirat mit dem Amerikaner Dr. Abbot. Mit ihm kehrte sie nach Berlin zurück. Im Jahr 1866 verstarb ihr Gatte, erst nach seinem Tod wandte sich Caroline Abbot dem Schreiben zu.
Ihr erster Roman Schild und Pfeil, zu dem Emil Frommel das Vorwort und Otto Funcke das Nachwort verfassten, wurde ein großer Erfolg, sodass Caroline Abbot folgende Werke teilweise unter dem Pseudonym „Verfasser von Schild und Pfeil“ veröffentlichte.

## Werke
- Schild und Pfeil (1888)
- Blicke in Herz und Welt (1891)

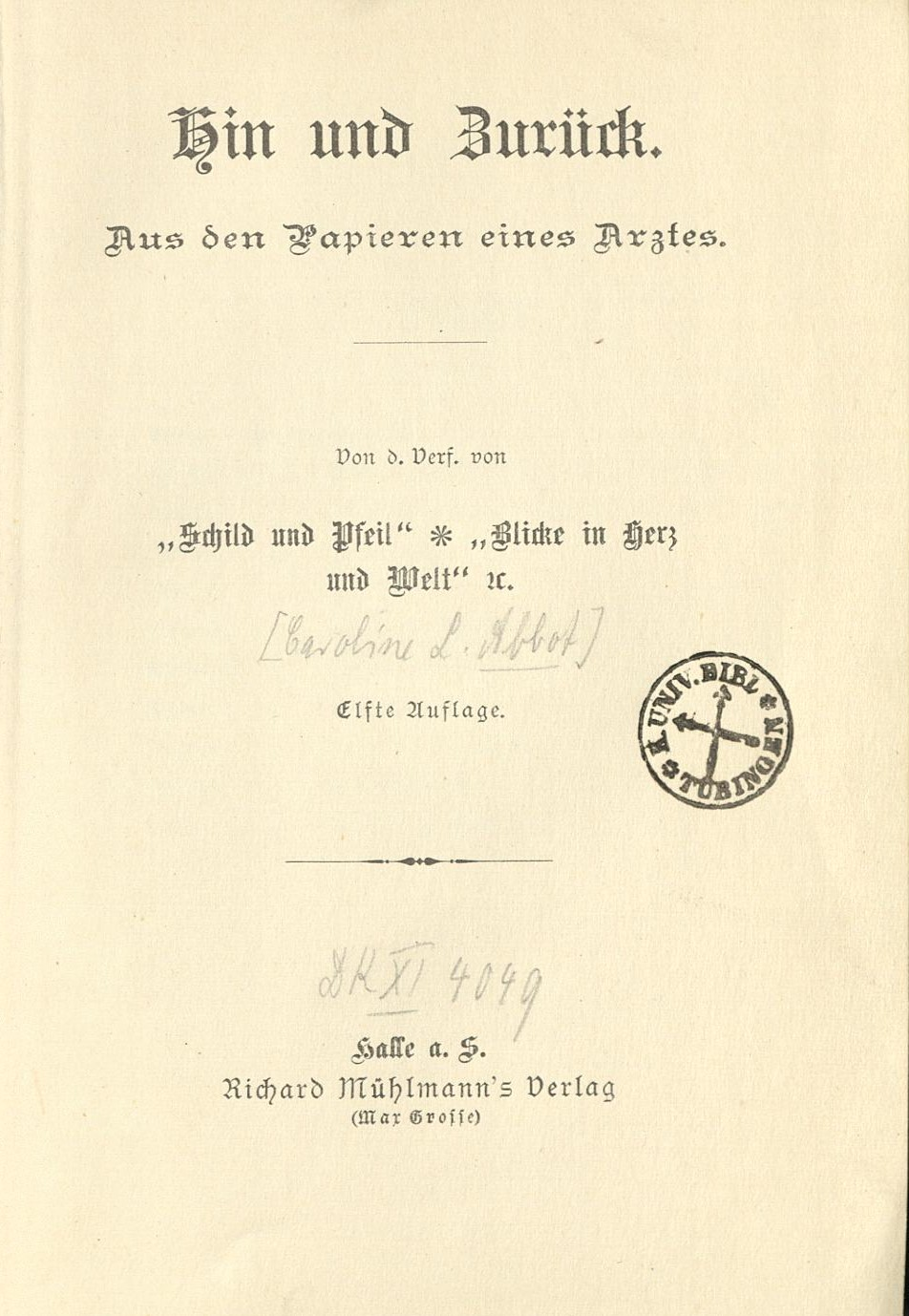
Hin und zurück (ca. 1910)

- Hin und zurück. Aus den Papieren eines Arztes (1899)
- Allerhand. Kleine Erzählungen (1902)
- Buntaneinander! Bilder aus meinem Leben (1914)